# Wilczewo (Pierzchowice)
Wilczewo – przysiółek wsi Pierzchowice w Polsce, położony w województwie pomorskim, w powiecie sztumskim, w gminie Mikołajki Pomorskie.
Wieś szlachecka położona była w II połowie XVI wieku w województwie malborskim. W latach 1975–1998 przysiółek należał administracyjnie do województwa elbląskiego.